# 신의 개념들
신의 개념들 (Conceptions of God)은 일신교, 범신론자,  내재신론적 종교 또는 단일신교 종교에 있는 초월적 존재이다. 강력하며, 인간모습의 초자연적 존재 혹은 신비적 혹은 철학적 실체로서 존재, 궁극적 존재, 최고의 선, 절대적 무한자, 초월자, 혹은 실존 혹은 존재 자체, 존재의 근원등으로 불린다.

## 헬레니즘 철학과 종교

### 아리스토텔레스주의
존재로 존재를 다루는 아리스토텔레스의 작품인 형이상학(Metaphysics)에서 그는 첫번째 존재는 자신은 움직이지 않으면서 다른 존재를 움직이는 존재 즉 부동의 동자로 언급한다.

## 같이 보기
- 신의 존재
- 유신론
- 기독교의 하나님
- 유대교의 신